# «Ак Барс» в сезоне 2024/2025
Сезон 2024/2025 — 17-й сезон хоккейного клуба «Ак Барс» в Континентальной хоккейной лиге.
В межсезонье было объявлено назначение Анвара Гатиятулина на роль главного тренера клуба. Это решение породило множество вопросов как у болельщиков клуба, так и у экспертов. Причиной тому стал неудачный для Гатиятулина сезон 2023/24, по ходу которого его уволили с должности главного тренера хоккейного клуба «Трактор».

## Межсезонье

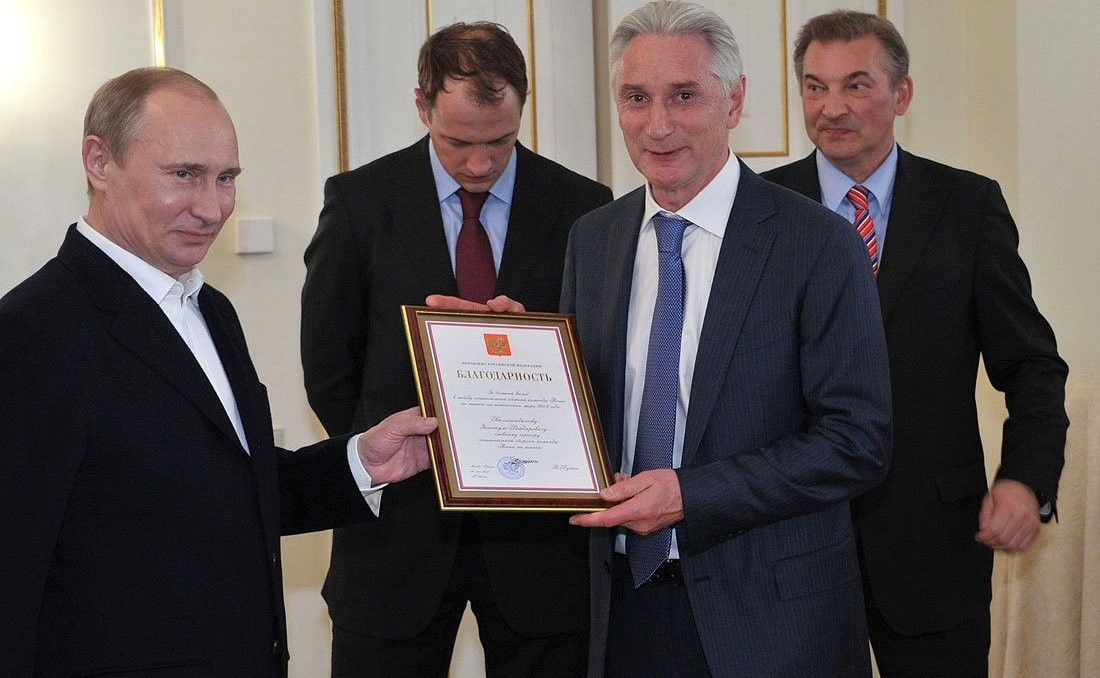
Зинэтула Билялетдинов — самый титулованный тренер в истории «Ак Барса»

Сезон 2023/24 завершился для команды провалом. Болельщики ждали от клуба лучшего выступления в плей-офф, ведь бюджет команды на зарплаты игроков составил 882 миллиона рублей, что на 100 миллионов рублей больше, чем в прошлом сезоне. Вылет команды в первом раунде плей-офф не понравился ни Зинэтуле Билялетдинову, которого до этого уговорили остаться главным тренером на сезон 2023/24, ни высшему руководству клуба, хотя дать ещё один шанс тренеру были готовы. Билялетдинов отказался от должности главного тренера и выбрал должность советника.
В СМИ упоминались разные кандидаты на должность главного тренера «Ак Барса». Но выбором генерального менеджера стал Анвар Гатиятулин. Новый главный тренер сформировал новый тренерский штаб, в который вошли Александр Макрицкий, Георгий Гелашвили, Алексей Тертышный, Денис Ячменёв и Брэндон Бови.
Изменился и состав игроков. Клуб покинули почти все именитые игроки, такие как Александр Радулов, Вадим Шипачёв, Дмитрий Кагарлицкий, Вячеслав Войнов, Евгений Свечников, Станислав Галиев и Райли Барбер. Кроме того, команду покинули «старожилы» Кирилл Петров и Артём Лукоянов. Последний, по информации СМИ, столкнулся с зависимостью.
Им на замену были подписаны другие менее «звёздные» игроки в лице Николаса Петана, Александра Барабанова, Альберта Яруллина, Егора Коршкова, Егора Бабенко.
В план предсезонной подготовки вошли товарищеские матчи с «Нефтяником» 7 и 17 августа, матч с «Куньлунь Ред Стар» 12 августа. Кроме того, казанский клуб выступил на турнире имени Пучкова Н. Г. в Санкт-Петербурге, где сыграл с «Куньлунь Ред Стар» (1:0), «Северсталью» (3:0), СКА (3:4 Б), молодёжной сборной России по хоккею (2:4).

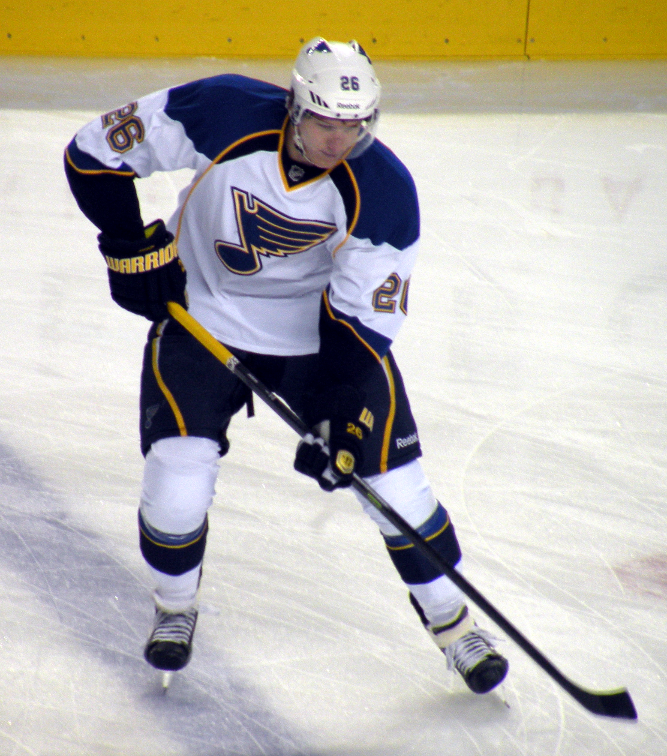
Дмитрий Яшкин — капитан команды в сезоне 2024/25

Важным моментом стал выбор нового капитана команды и его ассистентов. После предсезонной подготовки тренерский штаб назначил Дмитрия Яшкина капитаном, а Кирилла Семёнова, Дмитрия Юдина, Александра Барабанова и Альберта Яруллина ассистентами капитана.

## Регулярный чемпионат

### Сентябрь
Из-за шоу Алины Загитовой и работ на «Татнефть Арене» начать сезон дома «Ак Барс» не смог, поэтому отправился на выезд. В гостях казанцы сыграли с «Салаватом Юлаевым», «Торпедо», «Авангардом». Матч с «Салаватом Юлаевым» 5 сентября закончился для казанцев поражением 3:5. Игру с «Торпедо» 7 сентября удалось завершить победой по буллитам (2:3 Б), победным буллитом отметился Илья Сафонов. Матч с «Авангардом» 9 сентября начался голом Николаса Петана на 19-й секунде, но омский клуб забил 4 и забрал победу (4:1).
Первый домашний матч прошёл 14 сентября с магнитогорским «Металлургом». Команда обыграла противника 2:0, голами отметились Альберт Яруллин и Артём Галимов. Следующий матч «Ак Барс» сыграл с «Барысом» и вновь оставил свои ворота «сухими», конечный счёт — 5:0. 22 сентября казанцы сыграли с «Сочи» и снова забили пять шайб в ворота противника, но дубль Тимура Хафизова не позволил Тимуру Билялову сыграть «на ноль». Хорошей игрой в матче отметился Артём Галимов, который набрал 3 (1+2) очка.
Вторая выездная серия сентября началась для «Ак Барса» матчем с «Ладой». Команда вела 0:1 в первом периоде, после второго периода противнику удалось перевести счёт в свою пользу, но голы Алексея Марченко и Семёна Кошелева в третьем периоде принесли очередную победу казанскому клубу (3:4). Следующим матчем выездной серии стала встреча с магнитогорским «Металлургом». После второго периода казанский клуб вёл в счёте 1:4, но в третьем периоде магнитогорцы забросили две шайбы, однако перевернуть игру им не удалось — пятая победа «Ак Барса» подряд (3:4). Последний выездной матч сентября «Ак Барс» сыграл с «Автомобилистом». Хозяева отличились первыми, но казанцы по итогу матча забросили 6 шайб и установили конечный счёт 2:6. В матче первой заброшенной шайбой в новом сезоне отличился Илья Сафонов.

### Октябрь
Октябрь команда начала домашней серией из трёх матчей. Первую домашнюю игру казанцы провели с «Амуром» 2 октября. Матч был посвящён 220-летию КФУ и получил название «Академический матч». К концу матча счёт был в пользу казанцев, но за 2 секунды до конца третьего периода гости смогли сравнять. По буллитам победу одержал «Ак Барс» после гола Дмитрия Яшкина и сэйва Амира Мифтахова. Второй игрой дома стал ещё один матч с «Амуром», который был посвящён сотрудникам МЧС. В первом периоде завязалась драка между Вячеславом Грецким и Никитой Лямкиным. Амур оказался сильнее — 1:2. Домашнюю серию завершил матч с «Сибирью» 7 октября. К 3-й минуте матча Александр Барабанов оформил дубль и команда повела в счёте 2:0. Но удержать преимущество не удалось — за 4 минуты гости забросили 3 шайбы. Тимура Билялова заменил Амир Мифтахов. Переломить игру новосибирцы не позволили — 3:6.
Выездная серия стартовала 12 октября матчем против «Спартака». Этот матч стал первым в новом сезоне для Кирилла Крутова. За весь матч казанцы нанесли 36 бросков по воротам Дмитрия Николаева, но забросить не удалось. Игра завершилась поражением «Ак Барса» со счётом 3:0. Второй матч выездной серии прошёл 14 октября в Магнитогорске с «Металлургом». За два периода казанцы забросили четыре шайбы, Кирилл Семёнов отличился дублем. Игра завершилась первым сухарём в новом сезоне для Тимура Билялова — 0:5, а Кирилл Крутов набрал своё первое очко в КХЛ. 16 октября «Ак Барс» сыграл с «Трактором». Матч завершился поражением казанцев со счётом 3:1, единственную шайбу забросил Кирилл Крутов. В первом периоде травму получил Николас Петан и выбыл на один месяц.
Домашняя серия началась через 8 дней после выездной. 25 октября «Ак Барс» сыграл с «Адмиралом». На 13-й минуте счёт открыл Кирилл Семёнов. В третьем периоде Митчелл Миллер забросил шайбу, но после долгого просмотра игрового момента гол был отменён. Поставил точку Кирилл Семёнов, забросив шайбу в пустые ворота и оформил дубль — 2:0. 27 октября снова сыграли с «Адмиралом». Итог матча — победа казанцев 4:2. Дублем отличился Семён Кошелев, по одной шайбе у Никиты Лямкина и Дмитрия Яшкина. Третий домашний матч «Ак Барс» сыграл с магнитогорским «Металлургом» 29 октября. В матче дублями отличились Дмитрий Яшкин и Артём Галимов. Победа — 4:1.

### Ноябрь
Ноябрь начался для «Ак Барса» домашним матчем с «Локомотивом». Во втором периоде после силового приёма Максима Шалунова пострадал Егор Коршков. Шалунов получил пятиминутный штраф за атаку в голову, который реализовать не удалось. Дважды в матче сравнивал счёт Александр Барабанов. В овертайме ни одна команда отличиться не смогла, поэтому матч завершился серией буллитов. Итог — поражение «Ак Барса» со счётом 2:3.
Выездная серия началась матчем с «Барысом». Счёт открыл Дмитрий Кателевский, но игроки «Барыса» сравняли счёт. Всё решила серия буллитов, в которой голами отличились Дмитрий Яшкин, Илья Сафонов и Александр Барабанов. Все броски игроков «Барыса» отразил Тимур Билялов. Итог — победа 1:2. Следующий матч выездной серии прошёл против «Нефтехимика» 7 ноября. Голами отличились Александр Барабанов, Кирилл Семёнов, Митчелл Миллер и Дмитрий Яшкин. Итог матча — 1:4. Завершил выездную серию матч с «Локомотивом». На четвёртой минуте Егор Коршков вывел «Ак Барс» вперёд. Во втором периоде хозяева сравняли счёт. Игра подходила к овертайму, но после ошибки казанских защитников Александр Полунин забросил шайбу и вывел «Локомотив» вперед. Итог — поражение со счётом 1:2.
Впереди «Ак Барс» ждала домашняя серия из четырёх матчей. Первый матч состоялся 13 ноября против «Куньлунь Ред Стар». Матч завершился сухим разгромом — 5:0. Дублем отличился Денис Комков, который проводил свой второй матч в сезоне. Следующим соперником выступил СКА. Матч вышел драматичным — казанцы вели 2:0, но к 59-й минуте счёт сравнялся. В овертайме победу вырвал «Ак Барс» после гола Кирилла Семёнова. В матче выделился Никита Дыняк, который одержал победу в драке с Энтони Де Анджело после его провокаций. 17 ноября состоялся матч с ЦСКА. В состав после травмы вернулся Николас Петан, но его возвращение не помогло обыграть москвичей — сухое поражение 0:3. 20 ноября матч с «Нефтехимиком» завершил домашнюю серию. Во втором периоде Тимур Билялов получил повреждение, заменил его Амир Мифтахов. Игра завершилась победой казанского клуба со счётом 2:0, голами отметились Альберт Яруллин и Артём Галимов.
23 ноября матчем с «Северсталью» началась очередная выездная серия. Основные вратари Тимур Билялов и Амир Мифтахов не сыграли из-за проблем со здоровьем. Им на замену были вызваны Глеб Носов и Максим Арефьев. Игра вышла результативной. Глеб Носов пропустил 6 шайб и был заменён на 46-й минуте. Казанцы ответили пятью шайбами, но гол в пустые ворота принёс «Северстали» победу — 7:5. Следующий матч прошёл 25 ноября против ЦСКА. Основным вратарём вышел Максим Арефьев и отразил 38 из 39 бросков. В большинстве отличился Семён Кошелев, в меньшинстве — Артём Галимов. Конечный счёт — 1:2. Завершил месяц и выездную серию матч с «Сочи». В основное время дублем отличился Артём Галимов, дважды ему ассистировал Илья Сафонов. Закончилось всё в овертайме — Дмитрий Яшкин принёс победу казанцам — 2:3.

### Декабрь
Первый декабрьский матч прошёл с московским «Динамо». В состав вернулся Тимур Билялов и был заявлен основным вратарём. Матч вышел результативным и завершился победой казанцев со счётом 5:4. Наиболее результативными игроками матча стали Александр Барабанов (2+1), Илья Сафонов (1+2) и Никита Лямкин (0+3). Позже стало известно, что травму получил Альберт Яруллин.
Матч против «Витязя» 6 декабря стал первым в выездной серии. В состав вернулся вратарь Амир Мифтахов. За 8 минут Тимур Билялов пропустил три шайбы и был заменён на Амира Мифтахова. После замены вратаря команда не пропустила, отыгралась и вырвала победу — 3:5. Отличились Дмитрий Яшкин, Илья Сафонов, Николас Петан, Артём Галимов и Никита Дыняк. Следующим матчем стало «Зелёное дерби». Игра состоялась 8 декабря, в основное время победитель не выявился, а в овертайме забросил шайбу «Салават Юлаев», нанеся второе поражение казанцам в дерби этого сезона — 3:2.
После недельной паузы в чемпионате «Ак Барс» сыграл с «Салаватом Юлаевым» в третий раз в сезоне. Казанцы одержали победу со счётом 3:2, хотя изначально вели 3:0. Голами отметились Артур Бровкин, Кирилл Семёнов, Никита Дыняк. Следующий матч прошёл 20 декабря с минским «Динамо». Минчане забросили три шайбы, и матч завершился со счётом 1:3.
Выездная серия началась матчем с московским «Динамо» 23 декабря. Игра выдалась результативной. Основным вратарём вышел Амир Мифтахов, но, пропустив 3 шайбы, был заменён на Тимура Билялова. По ходу встречи «Ак Барс» уступал до 52-й минуты, а на 53-й минуте вышел вперёд и установил конечный счёт матча 5:6. Наиболее активными игроками матча стали Никита Лямкин (2+2), Александр Барабанов (2+1), Николас Петан (0+3), Илья Сафонов (0+2). 25 декабря состоялся матч с минским «Динамо». Игра завершилась поражением — 5:1. Единственную шайбу казанцев забросил Александр Барабанов.
В ночь с 27 на 28 декабря закрылось трансферное окно сезона. «Ак Барс» по ходу сезона подписал контракт с канадским нападающим Эриком О’Деллом, обменял Дмитрия Юдина на Степана Фальковского, приобрёл нападающего Алексея Пустозёрова. Кроме того, были продлены контракты с Дмитрием Кателевским, Митчеллом Миллером, Константином Лучевниковым.
Последняя домашняя серия года началась 28 декабря матчем с «Трактором». Вратарь Амир Мифтахов оставил ворота сухими, Артём Галимов забросил две шайбы, Николас Петан и Дмитрий Яшкин по одной. Итог игры — 4:0. Матч с «Северсталью» 30 декабря стал последним в 2024 году. Одержать победу в нём не удалось. За 17 секунд до конца матча Амир Мифтахов пропустил шайбу, счёт стал 2:3 и больше не изменился.

### Январь
Первый матч 2025 года состоялся с «Ладой» 3 января. На 50-й минуте команды обменялись голами. Через минуту Дмитрий Яшкин вывел команду вперёд, а к концу встречи Александр Барабанов забросил в пустые ворота — 3:1. 6 января «Ак Барс» сыграл с «Авангардом». Победу одержали гости со счётом 1:3. 8 января состоялось очередное «Зелёное дерби». За 40 минут матча казанцы забросили 5 безответных шайб, но оставить ворота сухими не удалось — 5:1. Дублями отличились Николас Петан и Артём Галимов, травму получил Илья Сафонов. 11 января завершилась домашняя серия матчем с «Барысом». Хозяевам удалось отыграться с 2:4 за минуту до конца матча, а в овертайме Никита Лямкин принёс победу «Ак Барсу». Александр Барабанов в матче набрал 4 (1+3) очка. Итог матча — 5:4 OT.
Выездная серия прошла на Дальнем Востоке. В матче с «Амуром» 14 января Алексей Пустозёров забросил первую шайбу за «Ак Барс», а Александр Барабанов оформил дубль. Всё это помогло одержать победу со счётом 1:4. 16 января вновь состоялся матч с «Амуром», в котором казанцы вели в счёте 2:4, но хозяева отыгрались и вырвали победу в основное время — 5:4. Дублем отметился Дмитрий Яшкин, ассистентский хет-трик у Николаса Петана. В матче с «Адмиралом» 18 января команда одержала победу со счётом 2:5. По два очка у Дмитрия Яшкина, Егора Коршкова, Кирилла Семёнова, Даниила Журавлёва. Последний матч на Дальнем Востоке команда сыграла 20 января против «Адмирала». В основное время команды сыграли вничью, но по буллитам победу одержал «Ак Барс». Три шайбы забросил Артём Галимов — одну в основное время, две в буллитной серии.
Домашнюю серию команда начала 24 января встречей с «Сибирью». В матче за казанцев дебютировал Эрик О’Делл, но это не помогло обыграть новосибирцев — 0:1. Последней домашней игрой месяца стало «Зелёное дерби». Матч вышел драматичным — уфимцы сравняли счёт и вышли вперёд, проигрывая 2:0. Но Дмитрий Яшкин перевёл матч в овертайм, где Степан Фальковский забил свою первую шайбу за новый клуб и установил конечный счёт 4:3. Алексей Пустозёров забросил в ворота своей бывшей команды.
На выездную серию команда отправилась 30 января. Первый матч на выезде состоялся 31 января против «Лады», в котором из-за «небольшого повреждения» не сыграл Николас Петан. Два очка набрал Алексей Марченко, голами отличились Артур Бровкин, Александр Барабанов, Дмитрий Яшкин. Матч завершился победой — 1:3.

### Февраль
Выездная серия продолжилась в феврале матчем с «Куньлунь Ред Стар», на двоих команды забросили 9 шайб. Победу одержали казанцы, конечный счёт — 3:6. Три очка на счету Дмитрия Яшкина, два — у Кирилла Семёнова. Следующий матч прошёл 4 февраля в Санкт-Петербурге против СКА. За первый период игроки «Ак Барса» забросили 6 шайб, три из них записал на свой счёт Артём Галимов, тем самым оформил свой первый хет-трик и первый хет-трик команды в сезоне. Следующие два периода вышли менее результативными. Игра завершилась со счётом 3:8. По два очка набрали Никита Лямкин, Александр Барабанов, Семён Кошелев, Егор Коршков.
Февральская домашняя серия началась матчем с «Автомобилистом». Матч завершился со счётом 4:1, Кирилл Семёнов набрал 3 (1+2) очка, Артём Галимов — 2 (1+1). Регулярный чемпионат прервал Матч всех звёзд КХЛ, в котором приняли участие игроки «Ак Барса» Дмитрий Яшкин и Никита Лямкин. 11 февраля сыграли с «Торпедо». Гости забросили пять шайб в ворота Амира Мифтахова, но к концу матча успел отличиться Дмитрий Яшкин. На послематчевых рукопожатиях возник конфликт между вратарями Амиром Мифтаховым и Иваном Кульбаковым, который перерос в драку. На фоне этого произошёл конфликт между другими вратарями — повздорили Тимур Билялов и Иван Бочаров. Массовую драку остановили судьи.
С последнего в сезоне «Зелёного дерби» началась выездная серия. Матч завершился сухим поражением со счётом 3:0. Следующим соперником стал «Авангард», матч с которым состоялся 16 февраля. Игра завершилась очередным поражением казанцев — 6:2. В третьем периоде в драке сошлись Никита Лямкин и Марк Верба. 18 февраля команда сыграла с «Нефтехимиком». В матче первое очко в КХЛ набрал Радэль Замалтдинов. Казанцы пропустили две шайбы в начале матча, отыгрались, но не удержали ничейный счёт — 3:2. Четвёртое поражение подряд.
Матчи с «Нефтехимиком» и «Ладой» были сыграны дома 21 и 23 февраля. В матче с нижнекамской командой «Ак Барс» упустил преимущество в две шайбы, но в овертайме Дмитрия Яшкин прервал серию из четырёх поражений. В первом периоде первой заброшенной шайбой за новую команду отметился Эрик О’Делл. Кроме того, в состав после травмы вернулся Илья Сафонов. Матч с тольяттинской командой из-за очередной травмы пропустил Николас Петан. Но это не помешало казанцам победить — 2:1 по итогу матча.
В последние дни февраля «Ак Барс» сыграл на выезде — 26 февраля с «Автомобилистом» и 28 февраля «Трактором». Первый матч в гостях казанцы проиграли 2:1. В нём первым голом в КХЛ отметился Радэль Замалтдинов. В игре с «Трактором» казанцы имели преимущество в две шайбы. Однако хозяевам удалось не только отыграться, но и вырвать победу в основное время за 4 минуты до конца матча.

### Март
Выездная серия продолжилась в марте матчем с «Сибирью». В состав «Ак Барса» вернулся Митчелл Миллер, не игравший из-за травмы два месяца. Артём Галимов оформил свой второй хет-трик в сезоне, что помогло команде одержать победу 3:6.
Домашняя серия началась 5 марта матчем с «Автомобилистом». Александр Барабанов набрал 3 (2+1) очка и принёс победу — 3:1. Следующий матч состоялся 8 марта с «Авангардом». Казанцам поразить ворота гостей не удалось — 0:2. 10 марта «Спартак» начал матч с двух заброшенных шайб. На протяжении всего матча «Ак Барс» был в роли отстающего, а гол в пустые ворота приговорил команду к поражению — 3:5. 12 марта в роли соперника выступил «Трактор». Казанцы забросили две шайбы, но челябинцы быстро отыгрались. Однако затем «Ак Барс» забросил четыре безответные шайбы в ворота соперника. Дубли на счету Артёма Галимова и Дмитрия Яшкина, ассистентский хет-трик у Николаса Петана, три очка у Митчелла Миллера и как итог командная победа 6:2. В последнем домашнем матче регулярного чемпионата «Ак Барс» сыграл с «Витязем». Игра завершилась в овертайме поражением казанцев.
Регулярный чемпионат команда завершила двумя выездными матчами — 20 марта с «Барысом», 22 марта с «Сибирью». Первый матч выдался результативным. Восемь безответных шайб забросила казанская команда в ворота хозяев. В матче первое очко за «Ак Барс» набрал Степан Терехов. Александр Барабанов набрал 4 (2+2) очка, Степан Фальковский 3 (1+2) очка, Кирилл Семёнов забросил две шайбы. Второй выездной матч стал последним в регулярном чемпионате. Казанская команда вела со счётом 2:0, но «Сибирь» сравняла счёт и перевела игру в овертайм, в котором Дмитрий Яшкин забросил шайбу и принёс победу «Ак Барсу» — 2:3. Степан Терехов в матче забросил свою первую шайбу в КХЛ.

## Плей-офф

### Серия с «Автомобилистом»
Первый матч серии был сыгран 26 марта 2025 года в Екатеринбурге на льду дворца «УГМК-Арена». Первую шайбу казанской команды в плей-офф забросил Алексей Пустозёров. Затем отличились Александр Барабанов и Никита Лямкин. В конце матча Артём Галимов голом в пустые ворота установил окончательный счёт в матче — 1:4.

### Серия с «Динамо» Москва
Первый матч серии был сыгран 12 апреля 2025 года в Москве на льду дворца «ВТБ Арена». В первом периоде казанская команда овладела преимуществом в две шайбы благодаря голам бывших игроков московского «Динамо» — Дмитрия Яшкина и Эрика О’Делла. К концу третьего периода «бело-голубым» удалось сравнять счёт, но за две минуты до конца матча шайбу забросил Илья Сафонов, а позже Дмитрий Яшкин забил в пустые ворота — 3:5.

## Итоги сезона
Итоги сезона были подведены генеральным менеджером Маратом Валиуллиным и главным тренером Анваром Гатиятулиным на пресс-конференции 30 апреля 2025 года.
Первым вопросом к генеральному менеджеру стала тема о его будущем в клубе. Из-за вылета во втором раунде плей-офф Кубка Гагарина позиции Марат Валиуллина могли «стать шаткими». Однако контракт со специалистом разорван не был. Потому генеральным менеджер продолжил свою работу, о чём он и сказал в ответе на вопрос. В дальнейшем Марат Валиуллин высказался о том, что «Ак Барс», по мнению некоторых болельщиков и СМИ, стал клубом среднего уровня. Он отметил, что команда будет развиваться в «необходимом направлении», а цели клуба останутся самыми высокими.
В дальнейшем к генеральному менеджеру возникали вопросы о контрактах и трансферах игроков «Ак Барса» и других команд. Главной целью стало сохранение вратарской бригады — Тимура Билялова и Амира Мифтахова. Кроме того, Марат Валиуллин отметил, что есть интерес к продлению контрактов с Артёмом Галимовым, Ильёй Сафоновым и Алексеем Марченко, а также есть желание вернуть Дмитрия Воронкова, который провёл второй сезон в НХЛ в составе «Коламбус Блю Джекетс». Руководством клуба рассматриваются варианты подписания Рида Буше, Владимира Ткачёва и Евгения Кузнецова, а контракты с Николасом Петаном и Эриком О’Деллом, наоборот, находятся под вопросом.
Следующим на пресс-конференции выступил Анвар Гатиятулин. Его контракт так же остался в силе, поэтому работа главного тренера в клубе продолжится. Вначале пресс-конференции Анвар Гатиятулин озвучил причины, которые привели к вылету из плей-офф Кубка Гагарина. Среди них — командные ошибки игроков, незабитые голы, эмоциональное давление, потеря концентрации и физическая усталость. Затем были упомянуты цели и задачи команды на новый сезон — сбор сбалансированной команды и изменение роли некоторых игроков.
Позднее Анвар Гатиятулин дал ответ на вопрос о новичках команды, их будущем и о будущих трансферах. Вратарская бригада, по мнению главного тренера, может поменяться. Причиной тому может стать то, что контракт с Амиром Мифтаховым подходит к концу, а восстановление Тимура Билялова после травмы затягивается. Кроме вратарей команда нуждается в усилении двумя защитниками, двумя центральными нападающими и двумя крайними нападающими.

## Турнирная таблица
Примечание: М — место, И — игры, В — победы в основное время, ВО — победы в овертайме, ВБ — победы по буллитам, ПБ — поражения по буллитам, ПО — поражения в овертайме, ПП — поражения в овертайме с пустыми воротами, П — поражения в основное время, Ш — забитые и пропущенные шайбы, ± Ш — разница забитых и пропущенных шайб, О — набранные очки.

### Дивизион Харламова
| Дивизион Харламова |              |    |    |    |    |    |    |    |    |         |     |    |
| M                  | Команда      | И  | В  | ВО | ВБ | ПБ | ПО | ПП | П  | Ш       | ± Ш | О  |
| 1                  | Трактор      | 68 | 38 | 4  | 3  | 3  | 3  | 0  | 17 | 223-159 | +64 | 96 |
| 2                  | Металлург    | 68 | 30 | 7  | 6  | 2  | 2  | 0  | 21 | 197-154 | +43 | 90 |
| 3                  | Автомобилист | 68 | 33 | 3  | 5  | 4  | 3  | 0  | 20 | 178-165 | +13 | 89 |
| 4                  | Ак Барс      | 68 | 32 | 6  | 4  | 1  | 2  | 0  | 23 | 211-162 | +49 | 87 |
|                    |              |    |    |    |    |    |    |    |    |         |     |    |
| 5                  | Нефтехимик   | 68 | 20 | 2  | 3  | 7  | 10 | 0  | 26 | 159-200 | -41 | 67 |
| 6                  | Лада         | 68 | 17 | 2  | 3  | 7  | 3  | 0  | 36 | 150-188 | -38 | 54 |

### Восточная конференция
| Восточная конференция |               |           |    |    |    |    |    |    |    |    |         |      |    |
| M                     | Команда       | Дивизион  | И  | В  | ВО | ВБ | ПБ | ПО | ПП | П  | Ш       | ± Ш  | О  |
| 1                     | Трактор       | Харламова | 68 | 38 | 4  | 3  | 3  | 3  | 0  | 17 | 223-159 | +64  | 96 |
| 2                     | Салават Юлаев | Чернышёва | 68 | 33 | 6  | 6  | 1  | 2  | 0  | 20 | 212-159 | +53  | 93 |
| 3                     | Металлург     | Харламова | 68 | 30 | 7  | 6  | 2  | 2  | 0  | 21 | 197-154 | +43  | 90 |
| 4                     | Автомобилист  | Харламова | 68 | 33 | 3  | 5  | 4  | 3  | 0  | 20 | 178-165 | +13  | 89 |
| 5                     | Ак Барс       | Харламова | 68 | 32 | 6  | 4  | 1  | 2  | 0  | 23 | 211-162 | +49  | 87 |
| 6                     | Авангард      | Чернышёва | 68 | 31 | 7  | 3  | 2  | 3  | 0  | 22 | 205-168 | +37  | 87 |
| 7                     | Сибирь        | Чернышёва | 68 | 26 | 2  | 1  | 5  | 6  | 0  | 28 | 171-196 | -25  | 69 |
| 8                     | Адмирал       | Чернышёва | 68 | 19 | 7  | 2  | 7  | 6  | 0  | 27 | 184-204 | -20  | 69 |
|                       |               |           |    |    |    |    |    |    |    |    |         |      |    |
| 9                     | Нефтехимик    | Харламова | 68 | 20 | 2  | 3  | 7  | 10 | 0  | 26 | 159-200 | -41  | 67 |
| 10                    | Лада          | Харламова | 68 | 17 | 2  | 3  | 7  | 3  | 0  | 36 | 150-188 | -38  | 54 |
| 11                    | Амур          | Чернышёва | 68 | 11 | 3  | 4  | 2  | 6  | 0  | 42 | 150-235 | -85  | 44 |
| 12                    | Барыс         | Чернышёва | 68 | 8  | 3  | 3  | 3  | 4  | 0  | 47 | 99-227  | -128 | 35 |

## Календарь и результаты игр
Примечание: Победа (в основное время, в овертайме, по буллитам — 2 очка) Поражение (в овертайме, по буллитам — 1 очко) Поражение (в основное время — 0 очков)

## Руководство и тренерский штаб
| Должность                                            | Имя                               | Гражданство               | Дата рождения    |
| ---------------------------------------------------- | --------------------------------- | ------------------------- | ---------------- |
| Президент                                            | Наиль Ульфатович Маганов          | Россия                    | 28 июля 1958     |
| Исполнительный директор ООО СКП «Татнефть — Ак Барс» | Мансур Мидехатович Усманов        | Россия                    | 7 июля 1974      |
| Генеральный менеджер                                 | Марат Фаритович Валиуллин         | Россия                    | 11 февраля 1984  |
| Заместитель исполнительного директора по коммерции   | Станислав Александрович Прудников | Россия                    | 23 сентября 1983 |
| Главный тренер                                       | Анвар Рафаилович Гатиятуллин      | Россия                    | 21 марта 1976    |
| Тренер                                               | Александр Петрович Макрицкий      | Беларусь                  | 11 августа 1971  |
| Тренер                                               | Алексей Викторович Тертышный      | Россия                    | 27 марта 1977    |
| Тренер                                               | Денис Александрович Ячменёв       | Россия                    | 4 июня 1984      |
| Тренер вратарей                                      | Георгий Какоевич Гелашвили        | Россия                    | 30 августа 1983  |
| Тренер по физической подготовке                      | Брэндон Бови                      | Соединённые Штаты Америки | 22 марта 1981    |
| Тренер по физической подготовке                      | Александр Олегович Илюхин         | Россия                    | 22 июля 1986     |

Источник: www.ak-bars.ru/chiefs и www.ak-bars.ru/coaches

## Состав
| №          | Игрок                   | Страна                    | Хват    | Дата рождения   | Рост    | Вес     |         |
| Вратари    | Вратари                 | Вратари                   | Вратари | Вратари         | Вратари | Вратари | Вратари |
| ---------- | ----------------------- | ------------------------- | ------- | --------------- | ------- | ------- | ------- |
| 1          | Булат Мухамов           | Россия                    | Левый   | 26 марта 2004   | 184 см  | 84 кг   |         |
| 35         | Амир Мифтахов           | Россия                    | Левый   | 26 апреля 2000  | 185 см  | 72 кг   |         |
| 82         | Тимур Билялов           | Россия                    | Левый   | 28 марта 1995   | 179 см  | 79 кг   |         |
| Защитники  |                         |                           |         |                 |         |         |         |
| 2          | Даниил Журавлёв         | Россия                    | Левый   | 8 апреля 2000   | 183 см  | 81 кг   |         |
| 8          | Артемий Князев          | Россия                    | Левый   | 4 января 2001   | 182 см  | 82 кг   |         |
| 28         | Степан Терехов          | Россия                    | Левый   | 7 октября 2004  | 185 см  | 78 кг   |         |
| 33         | Альберт Яруллин — А     | Россия                    | Правый  | 3 мая 1993      | 182 см  | 92 кг   |         |
| 49         | Никита Евсеев           | Россия                    | Левый   | 10 мая 2004     | 186 см  | 85 кг   |         |
| 53         | Алексей Марченко        | Россия                    | Правый  | 2 января 1992   | 188 см  | 93 кг   |         |
| 58         | Митчелл Миллер          | Соединённые Штаты Америки | Правый  | 20 декабря 2001 | 180 см  | 86 кг   |         |
| 61         | Степан Фальковский      | Беларусь                  | Левый   | 18 декабря 1996 | 205 см  | 113 кг  |         |
| 65         | Константин Лучевников   | Россия                    | Левый   | 12 июля 1995    | 188 см  | 87 кг   |         |
| 96         | Никита Лямкин           | Россия                    | Левый   | 6 февраля 1996  | 195 см  | 85 кг   |         |
| Нападающие |                         |                           |         |                 |         |         |         |
| 7          | Ник Петан               | Канада                    | Левый   | 22 марта 1995   | 175 см  | 80 кг   |         |
| 13         | Радэль Замалтдинов      | Россия                    | Левый   | 8 августа 2005  | 175 см  | 75 кг   |         |
| 17         | Александр Барабанов — А | Россия                    | Левый   | 17 июня 1994    | 179 см  | 88 кг   |         |
| 19         | Эрик О’Делл             | Канада                    | Правый  | 21 июня 1990    | 183 см  | 96 кг   |         |
| 21         | Семён Кошелев           | Россия                    | Левый   | 11 января 1996  | 186 см  | 83 кг   |         |
| 23         | Дмитрий Яшкин — К       | Чехия                     | Левый   | 23 марта 1993   | 190 см  | 102 кг  |         |
| 24         | Илья Сафонов            | Россия                    | Левый   | 30 мая 2001     | 193 см  | 102 кг  |         |
| 37         | Максим Быков            | Россия                    | Правый  | 2 июля 2002     | 185 см  | 81 кг   |         |
| 50         | Денис Комков            | Россия                    | Левый   | 31 июля 2001    | 180 см  | 72 кг   |         |
| 59         | Семён Терехов           | Россия                    | Левый   | 28 января 2002  | 188 см  | 80 кг   |         |
| 71         | Алексей Пустозёров      | Россия                    | Левый   | 29 апреля 2000  | 180 см  | 83 кг   |         |
| 75         | Артур Бровкин           | Россия                    | Левый   | 8 мая 2001      | 192 см  | 77 кг   |         |
| 86         | Никита Дыняк            | Россия                    | Правый  | 6 августа 1997  | 182 см  | 98 кг   |         |
| 92         | Дмитрий Кателевский     | Россия                    | Левый   | 17 января 2003  | 182 см  | 79 кг   |         |
| 93         | Егор Коршков            | Россия                    | Левый   | 10 июля 1996    | 194 см  | 95 кг   |         |
| 94         | Кирилл Семёнов — А      | Россия                    | Левый   | 27 октября 1994 | 185 см  | 80 кг   |         |
| 95         | Артём Галимов           | Россия                    | Левый   | 8 сентября 1999 | 186 см  | 90 кг   |         |
| 97         | Егор Бабенко            | Россия                    | Левый   | 5 февраля 1997  | 175 см  | 78 кг   |         |

Источник: www.ak-bars.ru/players
Примечание: состав игроков, представленный на плей-офф Кубка Гагарина.

## Статистика игроков

### Вратари
Источник: www.ak-bars.ru/statistics
| №  | Игрок          | И  | В  | П  | Мин     | Бр  | ПШ | %ОБ  | КН   | И"0" |
| -- | -------------- | -- | -- | -- | ------- | --- | -- | ---- | ---- | ---- |
| 1  | Булат Мухамов  | 0  | 0  | 0  | 0       | 0   | 0  | 0    | 0    | 0    |
| 20 | Максим Арефьев | 3  | 2  | 0  | 135:15  | 77  | 3  | 96.1 | 1.33 | 0    |
| 27 | Глеб Носов     | 1  | 0  | 1  | 45:27   | 33  | 6  | 81.8 | 7.92 | 0    |
| 35 | Амир Мифтахов  | 27 | 12 | 9  | 1471:04 | 737 | 51 | 93.1 | 2.08 | 4    |
| 82 | Тимур Билялов  | 33 | 18 | 10 | 1783:52 | 895 | 69 | 92.3 | 2.32 | 2    |

### Полевые игроки
Источник: www.ak-bars.ru/statistics
| Легенда | Легенда                    | Легенда | Легенда                   | Легенда | Легенда    |
| ------- | -------------------------- | ------- | ------------------------- | ------- | ---------- |
| И       | Количество проведённых игр | Штр     | Штрафное время            | +/−     | Плюс-минус |
| Г       | Голы                       | П       | Голевые передачи          | О       | Очки       |
| -       | Статистика неизвестна      | —       | Статистика не учитывалась |         |            |

#### Защитники
| №  | Игрок                 | И  | Г | П  | О  | +/- | Штр |
| -- | --------------------- | -- | - | -- | -- | --- | --- |
| 2  | Даниил Журавлёв       | 49 | 0 | 6  | 6  | -6  | 14  |
| 8  | Артемий Князев        | 30 | 3 | 3  | 6  | 11  | 4   |
| 28 | Степан Терехов        | 1  | 0 | 0  | 0  | -1  | 0   |
| 33 | Альберт Яруллин       | 52 | 3 | 9  | 12 | 1   | 18  |
| 44 | Дмитрий Юдин          | 27 | 1 | 2  | 3  | 2   | 18  |
| 49 | Никита Евсеев         | 27 | 2 | 2  | 4  | -2  | 0   |
| 53 | Алексей Марченко      | 55 | 1 | 8  | 9  | 7   | 24  |
| 58 | Митчелл Миллер        | 33 | 2 | 15 | 17 | 0   | 16  |
| 61 | Степан Фальковский    | 19 | 1 | 4  | 5  | 5   | 6   |
| 65 | Константин Лучевников | 36 | 0 | 6  | 6  | 5   | 0   |
| 96 | Никита Лямкин         | 57 | 7 | 33 | 40 | 25  | 34  |

#### Нападающие
| №  | Игрок               | И  | Г  | П  | О  | +/- | Штр |
| -- | ------------------- | -- | -- | -- | -- | --- | --- |
| 7  | Ник Петан           | 41 | 11 | 28 | 39 | 1   | 20  |
| 9  | Тимофей Жулин       | 6  | 0  | 0  | 0  | -2  | 0   |
| 13 | Радэль Замалтдинов  | 21 | 0  | 1  | 1  | -2  | 6   |
| 17 | Александр Барабанов | 56 | 19 | 28 | 47 | 23  | 24  |
| 19 | Эрик О’Делл         | 11 | 1  | 0  | 1  | 0   | 6   |
| 21 | Семён Кошелев       | 57 | 12 | 8  | 20 | -1  | 4   |
| 23 | Дмитрий Яшкин       | 57 | 30 | 18 | 48 | 0   | 36  |
| 24 | Илья Сафонов        | 40 | 6  | 11 | 17 | 13  | 16  |
| 37 | Максим Быков        | 0  | 0  | 0  | 0  | 0   | 0   |
| 50 | Денис Комков        | 27 | 2  | 2  | 4  | -2  | 0   |
| 51 | Кирилл Крутов       | 11 | 1  | 2  | 3  | -1  | 0   |
| 59 | Семён Терехов       | 31 | 3  | 4  | 7  | -7  | 2   |
| 71 | Алексей Пустозёров  | 16 | 3  | 2  | 5  | -3  | 2   |
| 75 | Артур Бровкин       | 34 | 3  | 3  | 6  | -3  | 4   |
| 86 | Никита Дыняк        | 50 | 5  | 6  | 11 | -4  | 38  |
| 92 | Дмитрий Кателевский | 56 | 4  | 6  | 10 | -8  | 12  |
| 93 | Егор Коршков        | 52 | 7  | 15 | 22 | 6   | 18  |
| 94 | Кирилл Семёнов      | 57 | 15 | 32 | 47 | 10  | 42  |
| 95 | Артём Галимов       | 57 | 29 | 22 | 51 | 24  | 22  |
| 97 | Егор Бабенко        | 15 | 2  | 0  | 2  | -2  | 2   |

## Трансферы

### Покинули клуб
| Позиция | Игрок               | Новый клуб        | Период перехода | Источник |
| ------- | ------------------- | ----------------- | --------------- | -------- |
| Нап.    | Вадим Шипачёв       | «Динамо (Минск)»  | В межсезонье    | [ 115 ]  |
| Нап.    | Александр Радулов   | «Локомотив»       | В межсезонье    | [ 115 ]  |
| Нап.    | Дмитрий Кагарлицкий | «Торпедо»         | В межсезонье    | [ 115 ]  |
| Нап.    | Станислав Галиев    | «Авангард»        | В межсезонье    | [ 115 ]  |
| Нап.    | Кирилл Петров       | «Юнисон-Москва»   | В межсезонье    | [ 115 ]  |
| Нап.    | Евгений Свечников   | «Торпедо»         | В межсезонье    | [ 115 ]  |
| Нап.    | Артём Лукоянов      | «Юнисон-Москва»   | В межсезонье    | [ 115 ]  |
| Нап.    | Райли Барбер        | «Нефтехимик»      | В межсезонье    | [ 115 ]  |
| Нап.    | Максим Марушев      | «Металлург Нк»    | В межсезонье    | [ 115 ]  |
| Защ.    | Кирилл Адамчук      | «Динамо (Москва)» | В межсезонье    | [ 115 ]  |
| Защ.    | Вячеслав Войнов     | «Торпедо»         | В межсезонье    | [ 115 ]  |
| Защ.    | Дмитрий Юдин        | СКА               | По ходу сезона  | [ 116 ]  |

### Перешли в клуб
| Позиция | Игрок               | Бывший клуб       | Период перехода | Источник |
| ------- | ------------------- | ----------------- | --------------- | -------- |
| Нап.    | Егор Коршков        | «Амур»            | В межсезонье    | [ 115 ]  |
| Нап.    | Егор Бабенко        | «Лада»            | В межсезонье    | [ 115 ]  |
| Нап.    | Николас Петан       | «Миннесота Уайлд» | В межсезонье    | [ 115 ]  |
| Нап.    | Александр Барабанов | «Сан-Хосе Шаркс»  | В межсезонье    | [ 115 ]  |
| Защ.    | Альберт Яруллин     | «Трактор»         | В межсезонье    | [ 115 ]  |
| Нап.    | Эрик О’Делл         | «Динамо (Москва)» | По ходу сезона  | [ 117 ]  |
| Нап.    | Алексей Пустозёров  | «Салават Юлаев»   | По ходу сезона  | [ 72 ]   |
| Защ.    | Степан Фальковский  | СКА               | По ходу сезона  | [ 72 ]   |

## Достижения игроков и тренеров
| Дата             | Описание | Источник        |
| ---------------- | --- | --------------- |
| 7 сентября 2024  | Главный тренер Анвар Гатиятулин одержал свою 200 побед в КХЛ                                                               | [ 118 ]         |
| 19 сентября 2024 | Нападающий Егор Коршков достиг отметки в 200 очков в КХЛ                                                                   | [ 119 ]         |
| 25 сентября 2024 | Защитник Никита Лямкин провёл свой 500-й матч в КХЛ                                                                        | [ 120 ]         |
| 14 октября 2024  | Нападающий Кирилл Семёнов достиг отметки в 300 очков в КХЛ                                                                 | [ 121 ]         |
| 16 октбяря 2024  | Защитник Никита Евсеев провёл свой 100-й матч в КХЛ                                                                        | [ 122 ]         |
| 26 октября 2024  | Вратарь Тимур Билялов стал рекордсменом «Ак Барса» по количеству матчей среди вратарей в КХЛ (253 матча)                   | [ 123 ]         |
| 27 октября 2024  | Защитник Никита Лямкин достиг отметки в 100 очков в КХЛ                                                                    | [ 124 ]         |
| 7 ноября 2024    | Нападающий Александр Барабанов достиг отметки в 100 результативных передач в КХЛ                                           | [ 125 ] [ 126 ] |
| 7 ноября 2024    | Нападающий Дмитрий Яшкин достиг отметки в 250 очков в КХЛ                                                                  | [ 125 ] [ 126 ] |
| 23 ноября 2024   | Защитник Алексей Марченко провёл свой 500-й матч в КХЛ                                                                     | [ 127 ]         |
| 25 ноября 2024   | Нападающий Семён Кошелев достиг отметки в 200 очков в КХЛ                                                                  | [ 128 ]         |
| 3 декабря 2024   | Главный тренер Анвар Гатиятулин провёл свой 400-й матч в КХЛ                                                               | [ 129 ]         |
| 3 декабря 2024   | Нападающий Семён Кошелев провёл свой 500-й матч в КХЛ                                                                      | [ 130 ]         |
| 6 декабря 2024   | Нападающий Дмитрий Яшкин достиг отметки в 100 результативных передач в КХЛ                                                 | [ 131 ]         |
| 23 декабря 2024  | Нападающий Илья Сафонов достиг отметки в 100 очков в КХЛ                                                                   | [ 132 ]         |
| 14 января 2025   | Нападающий Александр Барабанов достиг отметки в 200 очков в КХЛ                                                            | [ 133 ]         |
| 20 января 2025   | Нападающий Дмитрий Яшкин провёл свой 300-й матч в КХЛ                                                                      | [ 134 ]         |
| 2 февраля 2025   | Нападающий Кирилл Семёнов достиг отметки в 200 результативных передач в КХЛ                                                | [ 135 ]         |
| 4 февраля 2025   | Нападающий Семён Кошелев достиг отметки в 100 заброшенных шайб в КХЛ                                                       | [ 136 ]         |
| 4 февраля 2025   | Нападающий Артём Галимов оформил свой первый хет-трик в КХЛ                                                                | [ 137 ]         |
| 18 февраля 2025  | Защитник Степан Фальковский провёл свой 250-й матч в КХЛ                                                                   |                 |
| 23 февраля 2025  | Нападающий Егор Коршков достиг провёл свой 500-й матч в КХЛ                                                                | [ 138 ]         |
| 23 февраля 2025  | Защитник Альберт Яруллин достиг провёл свой 700-й матч в КХЛ                                                               | [ 139 ]         |
| 26 февраля 2025  | Нападающий Илья Сафонов провёл свой 300-й матч в КХЛ                                                                       | [ 140 ]         |
| 2 марта 2025     | Нападающий Артём Галимов оформил свой второй хет-трик в КХЛ                                                                | [ 141 ]         |
| 5 марта 2025     | Нападающий Никита Дыняк провёл свой 300-й матч в КХЛ                                                                       | [ 142 ]         |
| 5 марта 2025     | Защитник Никита Лямкин установил новый рекорд «Ак Барса» по очкам за сезон среди защитников (44 очка)                      | [ 143 ]         |
| 12 марта 2025    | Нападающий Артём Галимов установил новый рекорд «Ак Барса» по заброшенным шайбам за сезон (35 шайб)                        | [ 144 ]         |
| 22 марта 2025    | Нападающий Дмитрий Яшкин повторил рекорд «Ак Барса» по заброшенным шайбам за сезон, установленный Артёмом Галимовым        | [ 145 ]         |
| 1 апреля 2025    | Нападающий Кирилл Семёнов провёл свой 700-й матч в КХЛ                                                                     | [ 146 ]         |
| 1 апреля 2025    | Нападающий Александр Барабанов достиг отметки в 100 заброшенных шайб в КХЛ                                                 | [ 147 ]         |
| 14 апреля 2025   | Вратарь Тимур Билялов стал рекордсменом «Ак Барса» по количеству «сухих» матчей в плей-офф среди вратарей клуба (7 матчей) | [ 148 ]         |

## Комментарии
1. 1 2 3  Ассистентский хет-трик в хоккее — это три результативные передачи, которые сделал один игрок в одном матче